# فانيسا رويز
فانيسا رويز (بالإنجليزية: Vanessa Ruiz)‏ هي قاضية ومحامية أمريكية، ولدت في 22 مارس 1950 في سان خوان في بورتوريكو.